# UCI-Cyclocross-Weltcup 2023/24
Der UCI-Cyclocross-Weltcup 2023/24 war Teil der UCI-Cyclocross-Saison 2023/24. Von Oktober 2023 bis Januar 2024 wurden durch die Union Cycliste Internationale bei 14 Rennen in sieben Ländern die Weltcup-Sieger im Cyclocross ermittelt.

## Termine
Der Terminkalender wurde Ende Februar 2023 bekanntgegeben und Ende März nochmals leicht revidiert. Rennen für die Elite fanden in allen 14 Runden statt. In Troyes, Dublin, Namur, Antwerpen, Benidorm und Hoogerheide wurden auch Weltcup-Rennen für Männer U23, Junioren und Juniorinnen ausgetragen.
| Nr. | Datum             | Ort                                    |
| --- | ----------------- | -------------------------------------- |
| 1   | 15. Oktober 2023  | Waterloo                               |
| 2   | 29. Oktober 2023  | Maasmechelen (Cyclocross Maasmechelen) |
| 3   | 12. November 2023 | Dendermonde (Ambiancecross)            |
| 4   | 19. November 2023 | Troyes                                 |
| 5   | 26. November 2023 | Dublin (Cyclocross Dublin)             |
| 6   | 3. Dezember 2023  | Flamanville                            |
| 7   | 10. Dezember 2023 | Val di Sole (Cyclocross Val di Sole)   |
| 8   | 17. Dezember 2023 | Namur (Citadelcross)                   |
| 9   | 23. Dezember 2023 | Antwerpen (Scheldecross)               |
| 10  | 26. Dezember 2023 | Gavere (Cyclocross Gavere)             |
| 11  | 30. Dezember 2023 | Hulst (Vestingcross)                   |
| 12  | 7. Januar 2024    | Zonhoven (Cyclocross Zonhoven)         |
| 13  | 21. Januar 2024   | Benidorm (Cyclocross Benidorm)         |
| 14  | 28. Januar 2024   | Hoogerheide (GP Adrie van der Poel)    |

Im Verlauf der Saison kam es zu einer anhaltenden Diskussionen über die Modalitäten des Weltcups. Diese entzündeten sich an den Äußerungen von UCI-Präsident David Lappartient, der über die Abwesenheit von Jungstar Thibau Nys in Dendermonde verärgert war; dieser hatte einem Superprestige-Rennen am Vortag den Vorzug gegeben. Lappartient sowie UCI-Sportdirektor Peter van den Abeele zeigten sich besorgt um die Bedeutung des Weltcups an und dachten laut über Sanktionen bis hin zum Ausschluss von den Weltmeisterschaften nach. Diese Einlassungen stießen in der Disziplin auf Ablehnung; vielmehr sei der Weltcup-Kalender zu voll, verursache hohe Reisekosten und lasse Fahrern keine Zeit, sich zu erholen oder die Bedürfnisse ihrer Sponsoren zu berücksichtigen.

## Elite

### Frauen

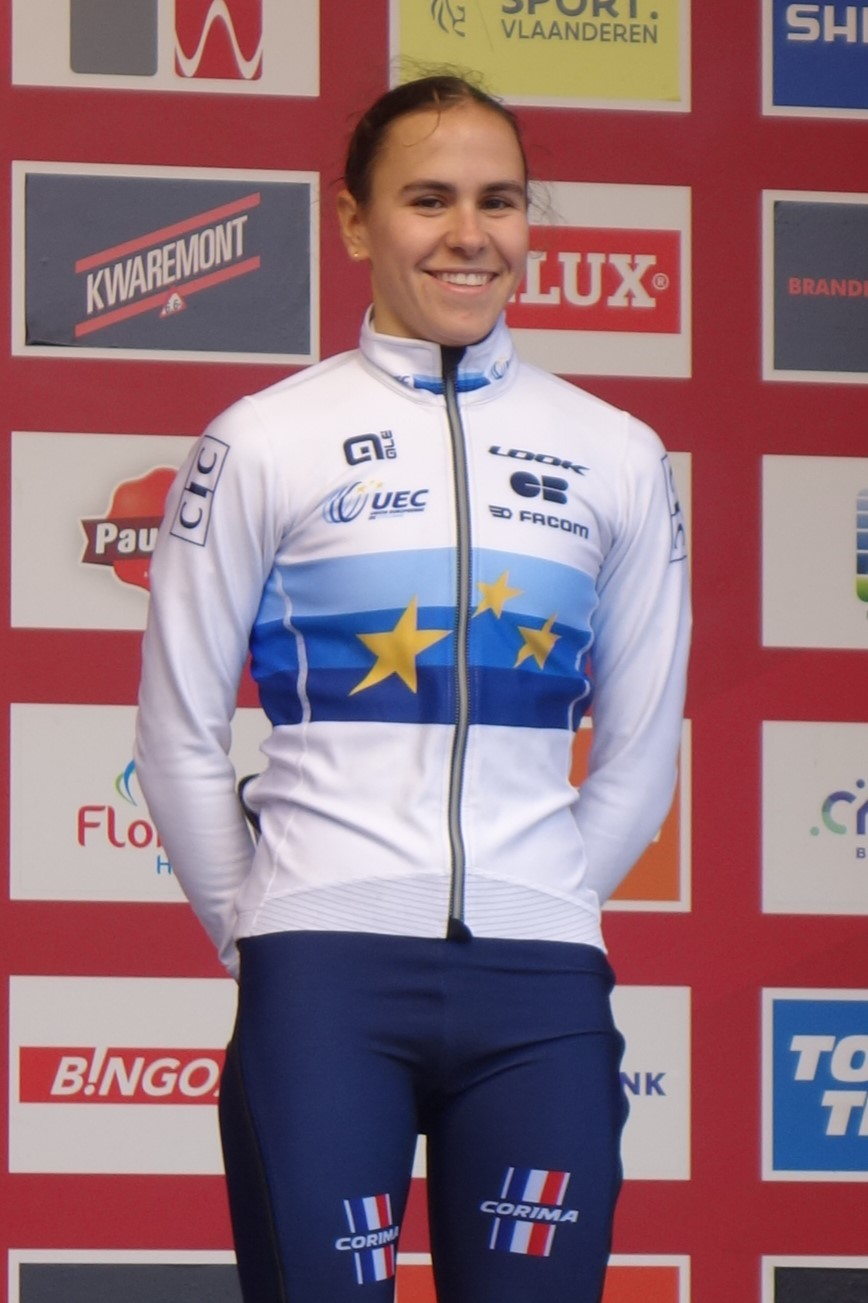
Europameisterin Célia Gery gewann das Juniorinnen-Klassement.

Siegerin in der Gesamt-Wertung wurde Ceylin del Carmen Alvarado vor ihren Landsfrauen Puck Pieterse und Lucinda Brand. Wie im Vorjahr gewannen niederländische Fahrerinnen alle Weltcuprennen – allerdings konnten auch Frauen anderer Nationen einige Podiumsplatzierungen erzielen.
Die Weltmeisterin und Vize-Weltmeisterin der Vorsaison, Fem van Empel und Puck Pieterse, fuhren eine reduzierte Saison, holten aber bei ihren Auftritten im Mittel mehr Punkte als die Siegerin der Gesamtwertung, Ceylin del Carmen Alvarado. Als einzige Teilnehmerin fuhr die siebtplatzierte Manon Bakker alle 14 Weltcup-Rennen.

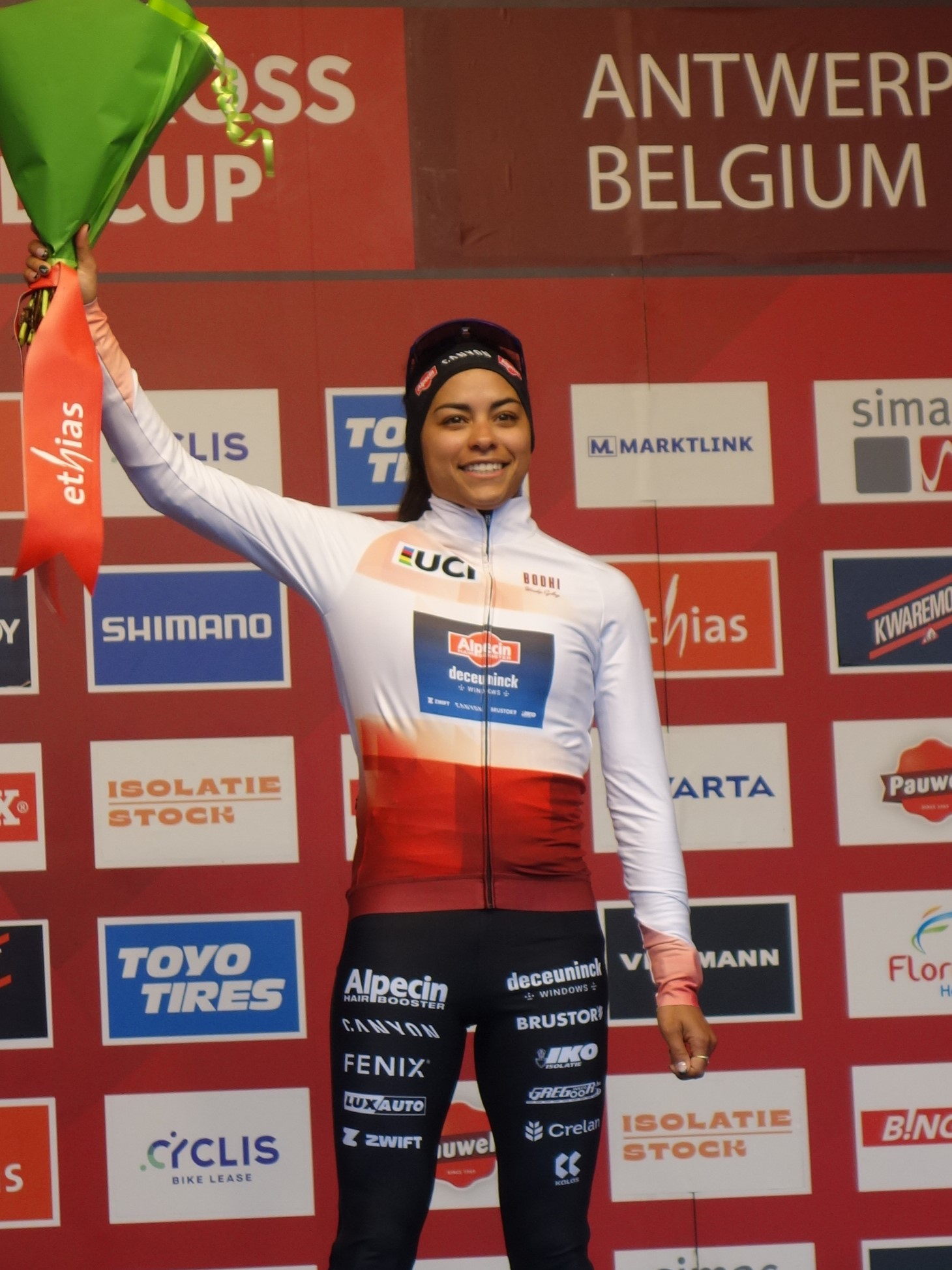
Weltcup-Gesamtsiegerin Ceylin del Carmen Alvarado, hier auf dem Podium beim Scheldecross.

| Nr. | Datum        | Ort          | Erste                      | Zweite                     | Dritte                     |
| --- | ------------ | ------------ | -------------------------- | -------------------------- | -------------------------- |
| 1   | 15. Oktober  | Waterloo     | Fem van Empel              | Puck Pieterse              | Ceylin del Carmen Alvarado |
| 2   | 29. Oktober  | Maasmechelen | Fem van Empel              | Ceylin del Carmen Alvarado | Aniek van Alphen           |
| 3   | 12. November | Dendermonde  | Ceylin del Carmen Alvarado | Lucinda Brand              | Zoe Bäckstedt              |
| 4   | 19. November | Troyes       | Ceylin del Carmen Alvarado | Puck Pieterse              | Lucinda Brand              |
| 5   | 26. November | Dublin       | Lucinda Brand              | Ceylin del Carmen Alvarado | Zoe Bäckstedt              |
| 6   | 3. Dezember  | Flamanville  | Lucinda Brand              | Marie Schreiber            | Leonie Bentveld            |
| 7   | 10. Dezember | Val di Sole  | Manon Bakker               | Ceylin del Carmen Alvarado | Puck Pieterse              |
| 8   | 17. Dezember | Namur        | Ceylin del Carmen Alvarado | Puck Pieterse              | Lucinda Brand              |
| 9   | 23. Dezember | Antwerpen    | Fem van Empel              | Lucinda Brand              | Puck Pieterse              |
| 10  | 26. Dezember | Gavere       | Puck Pieterse              | Fem van Empel              | Ceylin del Carmen Alvarado |
| 11  | 30. Dezember | Hulst        | Puck Pieterse              | Ceylin del Carmen Alvarado | Lucinda Brand              |
| 12  | 7. Januar    | Zonhoven     | Puck Pieterse              | Inge van der Heijden       | Zoe Bäckstedt              |
| 13  | 21. Januar   | Benidorm     | Fem van Empel              | Puck Pieterse              | Ceylin del Carmen Alvarado |
| 14  | 28. Januar   | Hoogerheide  | Fem van Empel              | Kata Blanka Vas            | Lucinda Brand              |

Gesamtwertung
| Platz | Name                       | Punkte |
| ----- | -------------------------- | ------ |
| 1     | Ceylin del Carmen Alvarado | 348    |
| 2     | Puck Pieterse              | 308    |
| 3     | Lucinda Brand              | 284    |
| 4     | Fem van Empel              | 252    |
| 5     | Leonie Bentveld            | 222    |
| 6     | Inge van der Heijden       | 221    |

### Männer

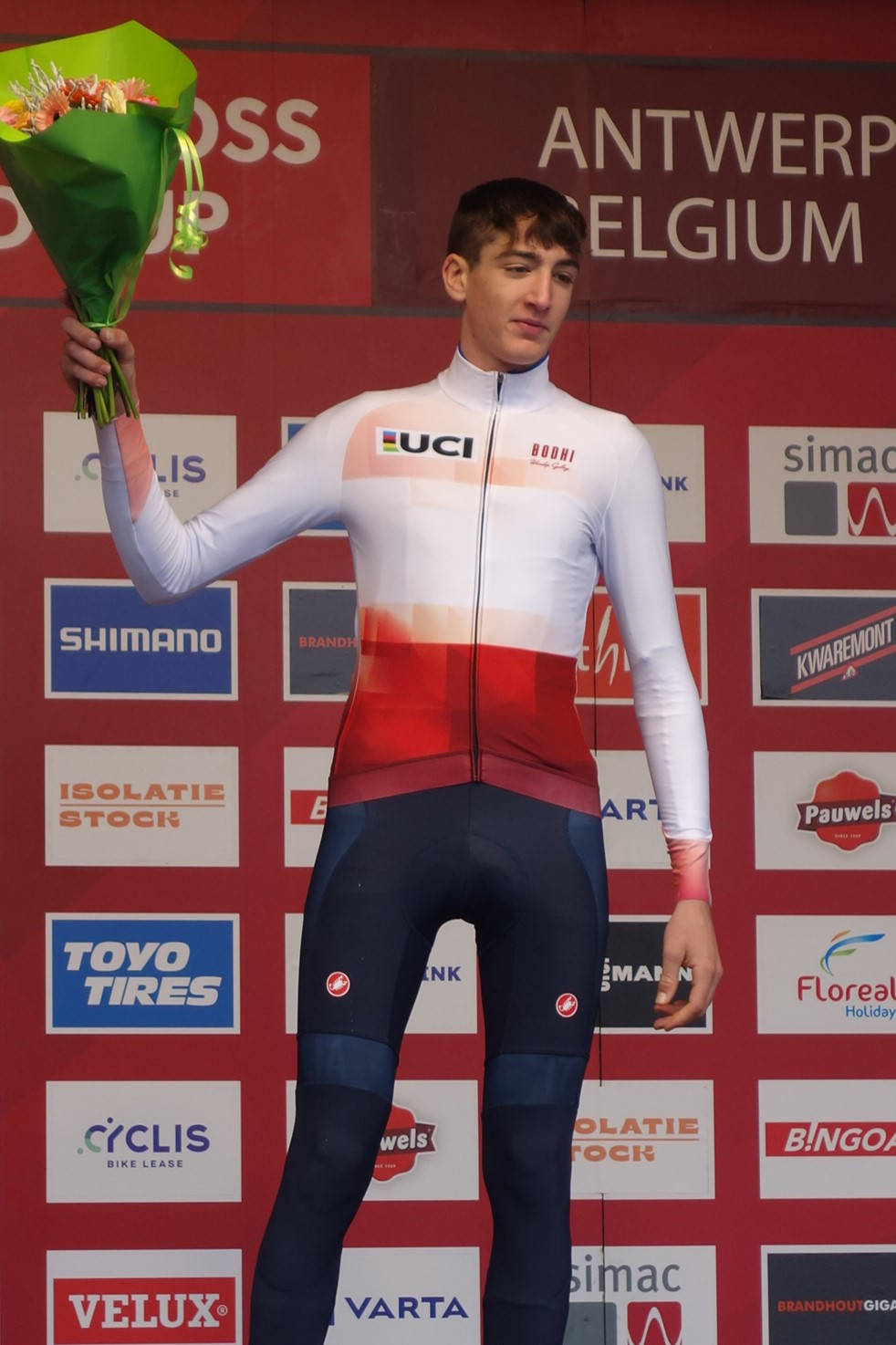
Der Italiener Stefano Viezzi siegte bei den Junioren.

Bei den Männern gewann der Belgier Eli Iserbyt die Gesamtwertung vor den Niederländern Joris Nieuwenhuis und Pim Ronhaar.
Bei den Männern war die Situation ähnlich wie bei den Frauen: Mathieu van der Poel und Wout van Aert, die die Weltmeisterschaften 2023 dominiert hatten, fuhren nach ihrer Straßensaison nur eine reduzierte Cyclocross-Saison und zeigten sich erst ab der Kerstperiode im Weltcup. Auch sie holten im Schnitt eine höhere Punktzahl als der Gesamtsieger Eli Iserbyt. Lediglich vier Fahrer absolvierten das volle Programm, der Sieger Iserbyt sowie Niels Vandeputte, Toon Vandebosch und Ryan Kamp, die die Plätze 5, 8 und 9 des Gesamtklassements belegten.

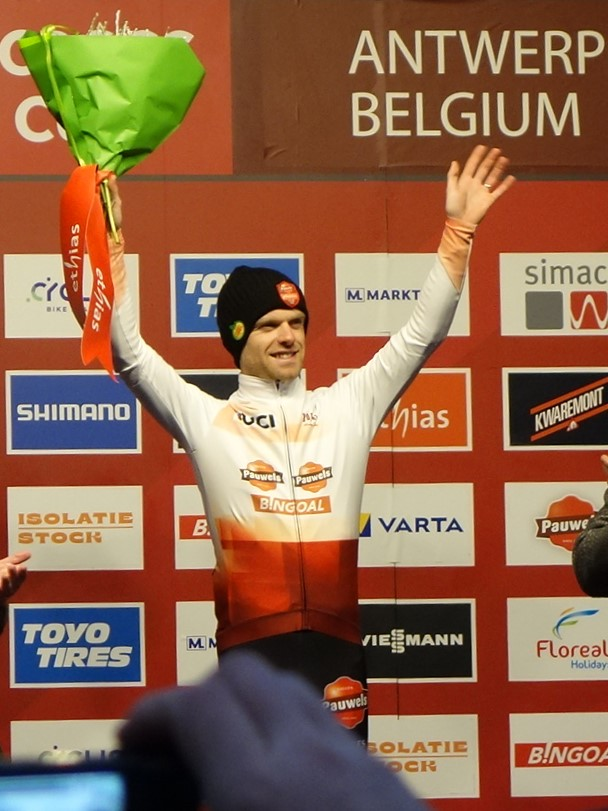
Eli Iserbyt gewann die Gesamtwertung zum zweiten Mal.

| Nr. | Datum        | Ort          | Erster               | Zweiter                | Dritter           |
| --- | ------------ | ------------ | -------------------- | ---------------------- | ----------------- |
| 1   | 15. Oktober  | Waterloo     | Thibau Nys           | Eli Iserbyt            | Pim Ronhaar       |
| 2   | 29. Oktober  | Maasmechelen | Lars van der Haar    | Eli Iserbyt            | Laurens Sweeck    |
| 3   | 12. November | Dendermonde  | Pim Ronhaar          | Lars van der Haar      | Laurens Sweeck    |
| 4   | 19. November | Troyes       | Eli Iserbyt          | Lars van der Haar      | Joris Nieuwenhuis |
| 5   | 26. November | Dublin       | Pim Ronhaar          | Laurens Sweeck         | Eli Iserbyt       |
| 6   | 3. Dezember  | Flamanville  | Eli Iserbyt          | Lars van der Haar      | Pim Ronhaar       |
| 7   | 10. Dezember | Val di Sole  | Joris Nieuwenhuis    | Niels Vandeputte       | Joran Wyseure     |
| 8   | 17. Dezember | Namur        | Thomas Pidcock       | Pim Ronhaar            | Joris Nieuwenhuis |
| 9   | 23. Dezember | Antwerpen    | Mathieu van der Poel | Wout van Aert          | Eli Iserbyt       |
| 10  | 26. Dezember | Gavere       | Mathieu van der Poel | Wout van Aert          | Thomas Pidcock    |
| 11  | 30. Dezember | Hulst        | Mathieu van der Poel | Joris Nieuwenhuis      | Lars van der Haar |
| 12  | 7. Januar    | Zonhoven     | Mathieu van der Poel | Joris Nieuwenhuis      | Laurens Sweeck    |
| 13  | 21. Januar   | Benidorm     | Wout van Aert        | Michael Vanthourenhout | Thibau Nys        |
| 14  | 28. Januar   | Hoogerheide  | Mathieu van der Poel | Joris Nieuwenhuis      | Pim Ronhaar       |

Gesamtwertung
| Platz | Name                 | Punkte |
| ----- | -------------------- | ------ |
| 1     | Eli Iserbyt          | 338    |
| 2     | Joris Nieuwenhuis    | 313    |
| 3     | Pim Ronhaar          | 295    |
| 4     | Lars van der Haar    | 293    |
| 5     | Niels Vandeputte     | 239    |
| 6     | Mathieu van der Poel | 221    |

## U23

### Frauen

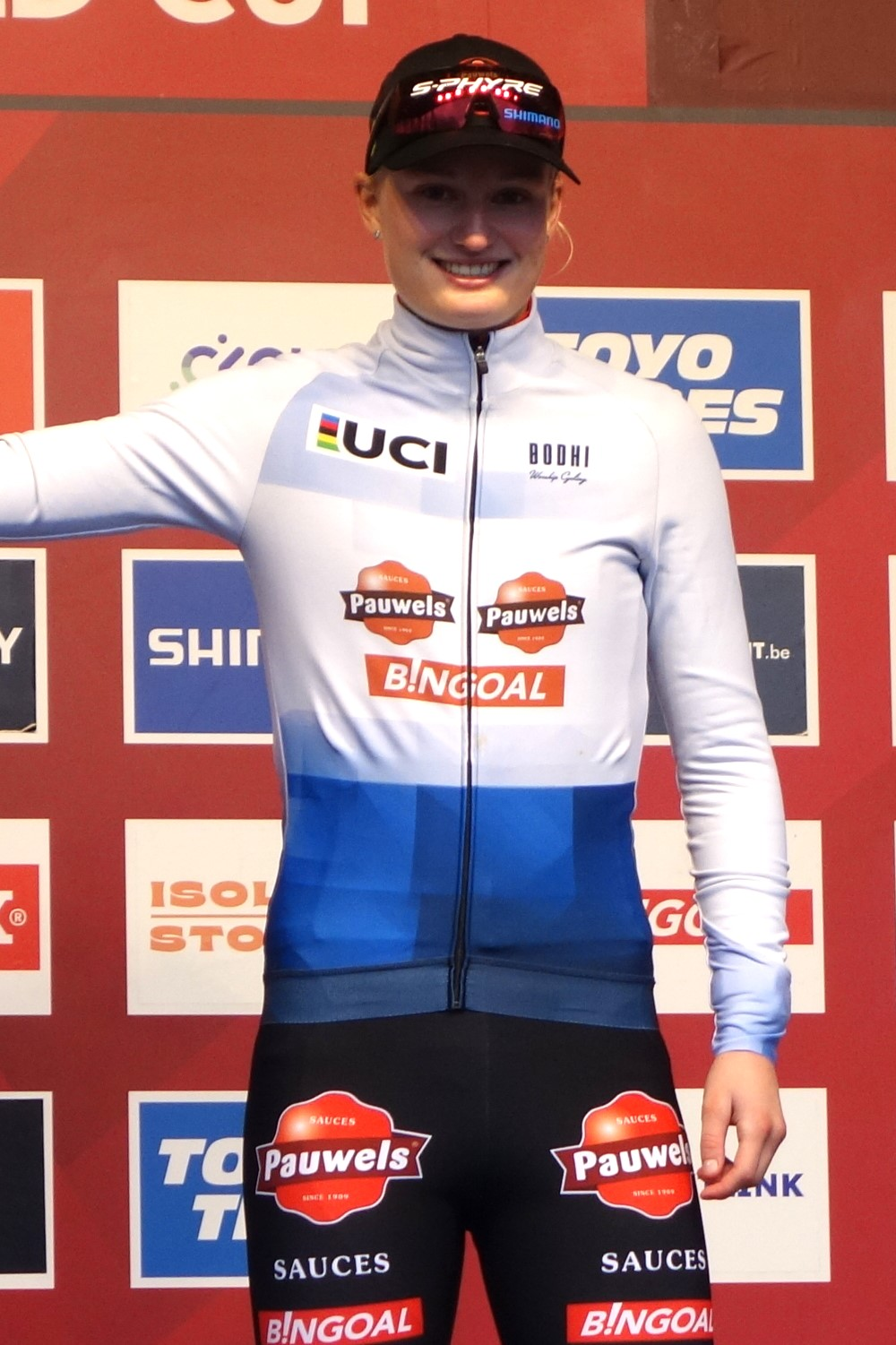
Leonie Bentveld im Trikot der U23-Weltcup-Führenden.

Wie schon in den Jahren zuvor nahmen die Frauen der Kategorie U23 an den Rennen und an der Gesamtwertung der Elite teil. Bei jedem Rennen gab es eine Podiumszeremonie für die drei besten U23-Fahrerinnen, zusätzlich trug die bestplatzierte U23-Fahrerin das Trikot der Weltcup-Führenden. Bestplatzierte des U23-Klassements war Leonie Bentveld vor Zoe Bäckstedt und Marie Schreiber.

### Männer

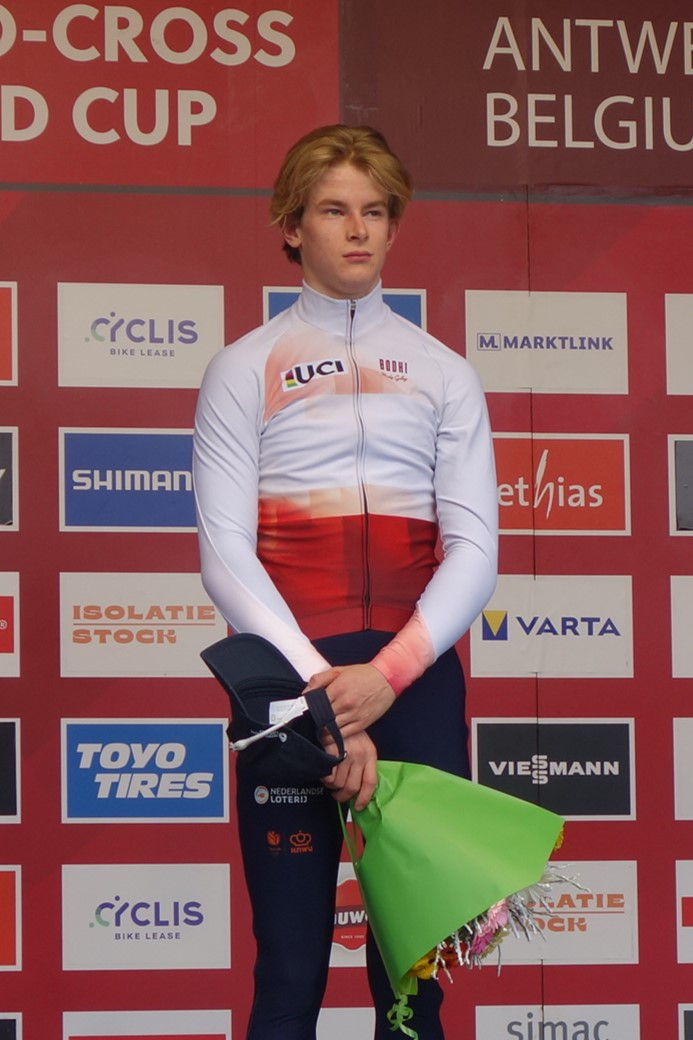
U23-Sieger Tibor Del Grosso gewann mit der höchstmöglichen Punktzahl.

Bei sechs der 14 Weltcup-Termine wurde ein separates Rennen für die U23-Männer abgehalten. Für die Gesamtwertung zählten die vier besten Ergebnisse jedes Fahrers. Zu den übrigen Terminen konnten die U23-Fahrer bei der Elite mitfahren und dort Punkte sammeln.
| Nr. | Datum        | Ort         | Erster           | Zweiter          | Dritter          |
| --- | ------------ | ----------- | ---------------- | ---------------- | ---------------- |
| 1   | 19. November | Troyes      | Tibor Del Grosso | Rémi Lelandais   | Jente Michels    |
| 2   | 26. November | Dublin      | Tibor Del Grosso | Emiel Verstrynge | Jente Michels    |
| 3   | 17. Dezember | Namur       | Emiel Verstrynge | Jente Michels    | Léo Bisiaux      |
| 4   | 23. Dezember | Antwerpen   | Tibor Del Grosso | Ward Huybs       | Emiel Verstrynge |
| 5   | 21. Januar   | Benidorm    | Emiel Verstrynge | Jente Michels    | Aaron Dockx      |
| 6   | 28. Januar   | Hoogerheide | Tibor Del Grosso | Rémi Lelandais   | Jente Michels    |

Gesamtwertung
| Platz | Name             | Punkte |
| ----- | ---------------- | ------ |
| 1     | Tibor Del Grosso | 160    |
| 2     | Emiel Verstrynge | 135    |
| 3     | Jente Michels    | 110    |
| 4     | Rémi Lelandais   | 98     |
| 5     | Ward Huybs       | 92     |
| 6     | Léo Bisiaux      | 85     |

## Junioren
Es fanden sechs Rennen statt, für die Gesamtwertung zählten die vier besten Ergebnisse jedes Teilnehmers. Bei Punktgleichheit entschied das bessere Einzelergebnis.

### Frauen
| Nr. | Datum        | Ort         | Erste               | Zweite              | Dritte          |
| --- | ------------ | ----------- | ------------------- | ------------------- | --------------- |
| 1   | 19. November | Troyes      | Cat Ferguson        | Viktória Chladoňová | Célia Gery      |
| 2   | 26. November | Dublin      | Célia Gery          | Cat Ferguson        | Imogen Wolff    |
| 3   | 17. Dezember | Namur       | Célia Gery          | Viktória Chladoňová | Amandine Muller |
| 4   | 23. Dezember | Antwerpen   | Cat Ferguson        | Imogen Wolff        | Célia Gery      |
| 5   | 21. Januar   | Benidorm    | Célia Gery          | Viktória Chladoňová | Cat Ferguson    |
| 6   | 28. Januar   | Hoogerheide | Viktória Chladoňová | Cat Ferguson        | Puck Langenbarg |

Gesamtwertung
| Platz | Name                | Punkte |
| ----- | ------------------- | ------ |
| 1     | Célia Gery          | 145    |
| 2     | Cat Ferguson        | 140    |
| 3     | Viktória Chladoňová | 130    |
| 4     | Imogen Wolff        | 98     |
| 5     | Amandine Muller     | 86     |
| 6     | Puck Langenbarg     | 80     |

### Männer
| Nr. | Datum        | Ort         | Erster         | Zweiter             | Dritter       |
| --- | ------------ | ----------- | -------------- | ------------------- | ------------- |
| 1   | 19. November | Troyes      | Stefano Viezzi | David Thompson      | Aubin Sparfel |
| 2   | 26. November | Dublin      | Stefano Viezzi | Arthur Van Den Boer | Keije Solen   |
| 3   | 17. Dezember | Namur       | Aubin Sparfel  | Kryštof Bažant      | Paul Seixas   |
| 4   | 23. Dezember | Antwerpen   | Aubin Sparfel  | Stefano Viezzi      | Keije Solen   |
| 5   | 21. Januar   | Benidorm    | Aubin Sparfel  | Keije Solen         | Jules Simon   |
| 6   | 28. Januar   | Hoogerheide | Stefano Viezzi | Senna Remijn        | Jules Simon   |

Gesamtwertung
| Platz | Name                | Punkte |
| ----- | ------------------- | ------ |
| 1     | Stefano Viezzi      | 150    |
| 2     | Aubin Sparfel       | 145    |
| 3     | Keije Solen         | 102    |
| 4     | Arthur Van Den Boer | 92     |
| 5     | Senna Remijn        | 91     |
| 6     | Jules Simon         | 87     |